# Natal Mágico
Natal Mágico, também conhecido como Xuxa Só para Baixinhos 9, é o décimo sexto álbum de vídeo, e o trigésimo segundo álbum de estúdio, da cantora e apresentadora brasileira Xuxa. Lançado pela Sony Music em outubro de 2009, é o nono álbum da coleção Só para Baixinhos. Produzido por Ary Sperling, este foi o primeiro álbum da coleção a ser lançado pela Sony Music Brasil.

## Lançamento e recepção
Natal Mágico foi lançado em 5 de outubro de 2009 e vendeu 126 mil cópias, com o DVD vendendo mais de 50 mil cópias, o que rendeu um disco de ouro e platina pela Pro-Música Brasil e Sony Music, respectivamente. O álbum estreou na décima posição na tabela de álbuns brasileiros da revista Billboard em 2 de dezembro de 2009. Ele foi disponibilizado nos formatos DVD, CD, DVD + CD e DVD + CD + Caneta Projetora, sendo esta última uma embalagem que incluía uma caneta capaz de projetar imagens da Turma da Xuxinha.
O CD foi o primeiro formato lançado, apresentado em um Digipak, considerado uma versão de luxo. Este formato foi utilizado anteriormente apenas na coletânea Xuxa 20 Anos. O pack DVD + CD contém três faixas bônus. Este álbum marcou a estreia da coleção Só Para Baixinhos sob a gravadora Sony Music, após Xuxa não renovar seu contrato com a Som Livre, que havia lançado os primeiros oito volumes da série. No final de 2010, o álbum foi lançado em Blu-ray pela Sony. A música "Você Acredita em Mágica?", com a participação de Lulu Santos, integrou a trilha sonora do filme Xuxa em O Mistério de Feiurinha, lançado em 2009.

## Turnê
A Natal Mágico Tour é a décima quinta turnê da apresentadora e cantora Xuxa Meneghel, baseada no álbum Só Para Baixinhos 9: Natal Mágico. Os shows ocorreram no Maracanãzinho, no Rio de Janeiro, e em São Paulo. Diferente das outras turnês, não houve venda de ingressos; os shows foram destinados a crianças e adolescentes de comunidades carentes e à Fundação Xuxa Meneghel.
Os fãs puderam ganhar ingressos por meio de uma promoção no site oficial Xuxa.com. Em 2010, o show no Maracanãzinho foi exibido como um especial de Natal na noite de 24 de dezembro e, posteriormente, lançado em DVD em 2012, tornando-se a quarta turnê de Xuxa a ter um registro. Em 2014, partes do show em São Paulo, incluindo uma entrevista exclusiva com Xuxa, foram exibidas como especial de Natal no Canal Viva. Durante os shows, artistas como Victor & Leo, Padre Marcelo Rossi, Buchecha, Maria Gadú e Ivete Sangalo participaram do espetáculo.

## Faixas
| N.º            | Título | Compositor(es) | Duração |  |
| 1.             | "Vem Chegando o Natal" (Santa Claus is Coming to Town) | J. S. Coots H. Gillespie Versão: Aline Barros | 2:29    |  |
| 2.             | "Natal de Paz" | Vanessa Alves Leonardo Barros Cátia Pereira | 3:21    |  |
| 3.             | "Papai Noel Existe" (My Only Wish (This Year)) | Brian Kierulf Josh Schwartz Versão: Vanessa Alves | 4:14    |  |
| 4.             | "O Menino Jesus Vai Nascer" | Vanessa Alves Maurício Gaetani | 3:39    |  |
| 5.             | "Eu Adoro a Noite de Natal" (Christmas is Our Favorite Time of Year)                                                                                          | Joseph Philips Versão: Vanessa Alves | 2:43    |  |
| 6.             | "Pot-Pourri: Noite Feliz / Pinherinho de Natal / Bate o Sino" ("Silent Night", "Deck The Halls" e "Jingle Bells")                                             | M Cook J Fatt A Field G Page Franz Gruber - Versão: Vanessa Alves Xuxa Meneghel em "Noite Feliz" Bob Singleton - Versão: Vanessa Alves Márcio Lomiranda em "Pinheirinho de Natal" M Cook J Fatt A Field G Page Versão: Vanessa Alves Xuxa Meneghel em "Bate o Sino" | 4:13    |  |
| 7.             | "Você Acredita em Mágica? (Do You Believe in Magic?)" (Do You Believe in Magic?) (com Lulu Santos)                                                            | John B. Sebastian Versão: Vanessa Alves | 2:17    |  |
| 8.             | "Natal Mágico" (I Guess It's Christmas Time) (com Zezé di Camargo & Luciano)                                                                                  | Shelly Peiken Peter S. Bliss Versão: Vanessa Alves | 4:09    |  |
| 9.             | "Natal do Brasil" (com Carlinhos Brown) | Vanessa Alves Márcio Lomiranda | 2:11    |  |
| 10.            | "Um Feliz Natal" (Feliz Navidad) (com Zeca Pagodinho) | José Feliciano Versão: Ivan Linss | 3:15    |  |
| 11.            | "Natal Todo Dia" (com Ivete Sangalo) | Maurício Gaetanis | 3:51    |  |
| 12.            | "Amém" (Amen) | Carlos Toro Ralf Stelmman Christian de Walden Margareth Harris Versão: Zé Henrique Ângela Mattos | 3:53    |  |
| 13.            | "Estrela Guia" | Michael Sullivan Paulo Massadas | 4:18    |  |
| 14.            | "Parabéns Pra Jesus" (com Padre Marcelo Rossi) | Michael Sullivan Carlos Colla | 4:48    |  |
| 15.            | "Então é Natal" (Happy Xmas (War Is Over)) (com Lulu Santos, Zeca Pagodinho, Carlinhos Brown, Zezé di Camargo & Luciano, Padre Marcelo Rossi e Ivete Sangalo) | John Lennon Yoko Ono Versão: Cláudio Rabello | 3:43    |  |
| Duração total: | Duração total: | Duração total: | 53:20   |  |

| CD (Versão do Pack DVD + CD) | | |         |  |
| N.º                          | Título | Compositor(es) | Duração |  |
| 1.                           | "Vem Chegando o Natal" (Santa Claus is Coming to Town) | J. S. Coots H. Gillespie - Versão: Aline Barros | 2:29    |  |
| 2.                           | "Natal de Paz" | Vanessa Alves Leonardo Barros Cátia Pereira | 3:21    |  |
| 3.                           | "Papai Noel Existe" (My Only Wish (This Year)) | Brian Kierulf Josh Schwartz Versão: Vanessa Alves | 4:14    |  |
| 4.                           | "O Menino Jesus Vai Nascer" | Vanessa Alves Maurício Gaetani | 3:39    |  |
| 5.                           | "Eu Adoro a Noite de Natal" (Christmas is Our Favorite Time of Year)                                                                                          | Joseph Philips Versão: Vanessa Alves | 2:43    |  |
| 6.                           | "Pot-Pourri: Noite Feliz / Pinherinho de Natal / Bate o Sino" ("Silent Night", "Deck The Halls" e "Jingle Bells")                                             | M Cook J Fatt A Field G Page Franz Gruber - Versão: Vanessa Alves Xuxa Meneghel em "Noite Feliz" Bob Singleton - Versão: Vanessa Alves Márcio Lomiranda em "Pinheirinho de Natal" M Cook J Fatt A Field G Page Versão: Vanessa Alves Xuxa Meneghel em "Bate o Sino" | 4:13    |  |
| 7.                           | "Você Acredita em Mágica? (Do You Believe in Magic?)" (Do You Believe in Magic?) (com Lulu Santos)                                                            | John B. Sebastian Versão: Vanessa Alves | 2:17    |  |
| 8.                           | "Natal Mágico" (I Guess It's Christmas Time) (com Zezé di Camargo & Luciano)                                                                                  | Shelly Peiken Peter S. Bliss Versão: Vanessa Alves | 4:09    |  |
| 9.                           | "Natal do Brasil" (com Carlinhos Brown) | Vanessa Alves Márcio Lomiranda | 2:11    |  |
| 10.                          | "Um Feliz Natal (Feliz Navidad)" (Feliz Navidad) (com Zeca Pagodinho)                                                                                         | José Feliciano Versão: Ivan Lins | 3:13    |  |
| 11.                          | "Natal Todo Dia" (com Ivete Sangalo) | Maurício Gaetani | 3:51    |  |
| 12.                          | "Amém" (Amen) | Carlos Toro Ralf Stelmman Christian de Walden / Margareth Harris - Versão: Zé Henrique e Ângela Mattos | 3:53    |  |
| 13.                          | "Estrela Guia" | Michael Sullivan Paulo Massadas | 4:18    |  |
| 14.                          | "Parabéns Pra Jesus" (com Padre Marcelo Rossi) | Michael Sullivan Carlos Colla | 4:48    |  |
| 15.                          | "Então é Natal" (Happy Xmas (War Is Over)) (com Lulu Santos, Zeca Pagodinho, Carlinhos Brown, Zezé di Camargo & Luciano, Padre Marcelo Rossi e Ivete Sangalo) | John Lennon Yoko Ono Versão: Cláudio Rabello | 3:43    |  |
| 16.                          | "Você Acredita em Mágica?" (Do You Believe in Magic?) | John B. Sebastian Versão: Vanessa Alves | 2:17    |  |
| 17.                          | "Papai Noel Você já me Esqueceu?" (When Christmas Comes To Town) (cantada por Thatiane Carvalho)                                                              | Glenn Ballard Alan Silvestri Versão: Vanessa Alves | 4:38    |  |
| 18.                          | "Papai Noel Existe" (Vidal Festa Remix) (My Only Wish (This Year))                                                                                            | Brian Kierulf Josh Schwartz Versão: Vanessa Alves | 4:07    |  |
| Duração total:               | Duração total: | Duração total: | 75:15   |  |

| DVD            | | |         |  |
| N.º            | Título | Compositor(es) | Duração |  |
| 1.             | "Introdução" | | 0:47    |  |
| 2.             | "Você Acredita em Mágica? (Do You Believe in Magic?)" (Do You Believe in Magic?) (com Lulu Santos)                                                            | John B. Sebastian Versão: Vanessa Alves | 2:21    |  |
| 3.             | "Passagem (Bebês)" | | 0:25    |  |
| 4.             | "Eu Adoro a Noite de Natal" (Christmas is Our Favorite Time of Year)                                                                                          | Joseph Philips Versão: Vanessa Alves | 2:47    |  |
| 5.             | "Passagem (Bebês)" | | 0:16    |  |
| 6.             | "Um Feliz Natal (Feliz Navidad)" (Feliz Navidad) (com Zeca Pagodinho)                                                                                         | José Feliciano Versão: Ivan Lins | 3:17    |  |
| 7.             | "Passagem (Bebês)" | | 0:20    |  |
| 8.             | "Vem Chegando o Natal" (Santa Claus is Coming to Town) | J. S. Coots H. Gillespie Versão: Aline Barros | 2:33    |  |
| 9.             | "Passagem (Bebês)" | | 0:20    |  |
| 10.            | "Natal do Brasil" (com Carlinhos Brown) | Vanessa Alves Márcio Lomiranda | 2:15    |  |
| 11.            | "Passagem (Bebês)" | | 0:15    |  |
| 12.            | "Papai Noel Existe" (My Only Wish (This Year)) | Brian Kierulf Josh Schwartz Versão: Vanessa Alves | 6:17    |  |
| 13.            | "Passagem (Bebês)" | | 0:18    |  |
| 14.            | "Natal Mágico" (I Guess It's Christmas Time) (com Zezé di Camargo & Luciano)                                                                                  | Shelly Peiken Peter S. Bliss Versão: Vanessa Alves | 4:13    |  |
| 15.            | "Passagem (Bebês)" | | 0:17    |  |
| 16.            | "Natal de Paz" | Vanessa Alves Leonardo Barros Cátia Pereira | 3:25    |  |
| 17.            | "Passagem (Bebês)" | | 0:22    |  |
| 18.            | "Parabéns Pra Jesus" (com Padre Marcelo Rossi) | Michael Sullivan Carlos Colla | 4:51    |  |
| 19.            | "Passagem (Bebês)" | | 0:21    |  |
| 20.            | "Amém" (Amen) | Carlos Toro Ralf Stelmman Christian de Walden Margareth Harris Versão: Zé Henrique Ângela Mattos | 3:57    |  |
| 21.            | "Passagem (Bebês)" | | 0:17    |  |
| 22.            | "Natal Todo Dia" (com Ivete Sangalo) | Maurício Gaetani | 3:55    |  |
| 23.            | "Passagem (Bebês)" | | 0:19    |  |
| 24.            | "O Menino Jesus Vai Nascer" | Vanessa Alves Maurício Gaetani | 3:43    |  |
| 25.            | "Passagem (Bebês)" | | 0:22    |  |
| 26.            | "Pot-Pourri: Noite Feliz / Pinherinho de Natal / Bate o Sino" ("Silent Night", "Deck The Halls" e "Jingle Bells")                                             | M Cook J Fatt A Field G Page Franz Gruber - Versão: Vanessa Alves Xuxa Meneghel em "Noite Feliz" Bob Singleton - Versão: Vanessa Alves Márcio Lomiranda em "Pinheirinho de Natal" M Cook J Fatt A Field G Page Versão: Vanessa Alves Xuxa Meneghel em "Bate o Sino" | 4:17    |  |
| 27.            | "Passagem (Bebês)" | | 0:16    |  |
| 28.            | "Estrela Guia" | Michael Sullivan Paulo Massadas | 4:22    |  |
| 29.            | "Passagem (Natal é...)" | | 0:19    |  |
| 30.            | "Papai Noel Você já me Esqueceu?" (When Christmas Comes To Town) (com Thatiane Carvalho)                                                                      | Glenn Ballard Alan Silvestri Versão: Vanessa Alves | 4:43    |  |
| 31.            | "Passagem (Bebês)" | | 0:20    |  |
| 32.            | "Então é Natal" (Happy Xmas (War Is Over)) (com Lulu Santos, Zeca Pagodinho, Carlinhos Brown, Zezé di Camargo & Luciano, Padre Marcelo Rossi e Ivete Sangalo) | John Lennon Yoko Ono Versão: Cláudio Rabello | 3:59    |  |
| 33.            | "Você Acredita em Mágica?" (Créditos) (Do You Believe in Magic?)                                                                                              | John B. Sebastian Versão: Vanessa Alves | 2:19    |  |
| 34.            | "Créditos" (Natal do Brasil / Eu Adoro a Noite de Natal / Natal de Paz (instrumental))                                                                        | | 7:00    |  |
| Duração total: | Duração total: | Duração total: | 75:15   |  |

## Créditos e equipe
- Direção Geral e Artística: Xuxa Meneghel
- Direção: Paulo de Barros
- Produtores: Luiz Cláudio Moreira e Mônica Muniz
- Direção de Produção: Junior Porto
- Produção Musical: Ary Sperling
- Direção de Fotografia: André Horta
- Projeto Gráfico: Felipe Gois

## Vendas e certificações
| Região                                              | Certificação | Vendas |
| --------------------------------------------------- | ------------ | ------ |
| Brasil (Pro-Música Brasil) DVD                      | Platina      | 50,000 |
| *números de vendas baseados somente na certificação |              |        |

## Histórico de lançamento
| Região | Data                 | Formato(s)     | Gravadora(s)      | Referência(s) |
| ------ | -------------------- | -------------- | ----------------- | ------------- |
| Brasil | 5 de outubro de 2009 | CD DVD Blu-ray | Sony Music Brasil |               |